# Ćaciland
Ćaciland (in serbo: Ћациленд) era il nome informale e satirico di un accampamento nel Parco dei Pionieri a Belgrado, Serbia, che nel marzo 2025 divenne un luogo di ritrovo per un gruppo di sedicenti studenti e cittadini, tra cui sostenitori del Partito Progressista Serbo (SNS) e un gruppo che si autodefiniva "Studenti 2.0".(EN) Ćacilend and the attempts to create incidents in Belgrade, su Balcani Caucaso, 28 marzo 2025. URL consultato il 10 maggio 2025. Il termine è emerso nel discorso pubblico e sui social media, spesso con connotazioni peggiorative o satiriche, in risposta alla riunione nel parco che si opponeva alle proteste studentesche e ai blocchi universitari in tutta la Serbia.(EN) Ćaciland as a people's theater, su Vreme, 13 marzo 2025. URL consultato il 10 maggio 2025.

## Contesto storico
Nel marzo 2025, il Parco dei Pionieri nel centro di Belgrado divenne un punto di ritrovo per il gruppo "Studenti 2.0", che sosteneva la continuazione dell'insegnamento nelle università. Questo era in contrasto con gli studenti che protestavano, che chiedevano responsabilità per il crollo della pensilina della stazione ferroviaria di Novi Sad il 1° novembre 2024, in cui morirono 15 persone.(EN) Parallel Government: How Vucic Turned Serbia's Constitution on its Head, su Balkan Insight, 21 febbraio 2025. URL consultato il 10 maggio 2025. Le proteste si sono rapidamente evolute in uno dei più grandi movimenti di massa in Serbia dal 2000, con manifestazioni in oltre 400 città e paesi in tutto il paese.

## Origine del nome "Ćaciland"
Il termine "Ćaciland" apparve per la prima volta sui social media e divenne rapidamente popolare nel discorso pubblico. Gli oppositori della riunione nel Parco dei Pionieri usavano questo nome per deridere il gruppo "Studenti 2.0", chiamandoli "ćaci" (un termine dispregiativo per gli studenti) e mettendo in dubbio il loro status di studenti. Il nome fu persino temporaneamente utilizzato su Google Maps per il parco.(EN) The Prime Minister Who Never Was, su Peščanik, 9 aprile 2025. URL consultato il 10 maggio 2025.

## Eventi nel Parco dei Pionieri
Il giorno della grande protesta, il 15 marzo 2025, circa venti giovani uomini muscolosi e ben addestrati arrivarono a "Ćaciland" e furono ammessi nel parco.(EN) Tens of thousands join antigovernment protest in Serbia's capital, Belgrade, su Al Jazeera, 15 marzo 2025. URL consultato il 10 maggio 2025. La copertura mediatica di "Ćaciland" era fortemente polarizzata.
Una caratteristica particolarmente evidente di "Ćaciland" era la presenza di centinaia di trattori agricoli, posizionati intorno al parco.

## Reazioni pubbliche
Il fenomeno "Ćaciland" è diventato un simbolo della divisione nella società serba durante le proteste studentesche del 2025.(SR) Roditelji zabrinuti za bezbednost dece, pokrenuli peticiju za uklanjanje „Ćacilenda", su Danas, 20 marzo 2025. URL consultato il 10 maggio 2025. Gli eventi hanno attirato l'attenzione internazionale.
Il giorno dopo le proteste, l'area sembrava un campo di battaglia, con trattori danneggiati, alcuni rovesciati, vetri rotti ovunque.(EN) Serbia Watchlist 2025, su CIVICUS Monitor, 10 marzo 2025. URL consultato il 10 maggio 2025.
Gli eventi intorno a "Ćaciland" e le proteste studentesche hanno attirato l'attenzione internazionale.(EN) Online Panel Discussion: Understanding the March 15 Protests and State Repression in Serbia, su Österreichisches Institut für Internationale Politik, 26 marzo 2025. URL consultato il 10 maggio 2025. Il 26 marzo 2025, l'Istituto Austriaco per la Politica Internazionale (oiip) ha organizzato una discussione online. 
La copertura mediatica di "Ćaciland" era fortemente polarizzata.(DE) Serbien: Gespaltene Medienlandschaft während der Studentenproteste , su Deutsche Welle, 20 marzo 2025. URL consultato il 10 maggio 2025.
I media vicini al governo presentavano gli "Studenti 2.0" come studenti legittimi che difendevano il loro diritto all'istruzione, mentre i media indipendenti caratterizzavano l'evento come una contro-protesta orchestrata.